# Volleyballclub 2010 Eltmann
Il Volleyballclub 2010 Eltmann è una società pallavolistica maschile tedesca con sede a Eltmann: milita nel campionato di Dritte Liga.

## Storia
Il Volleyballclub 2010 Eltmann viene fondato nel 2010. La squadra debutta in 2. Bundesliga nella stagione 2014-15: nella stagione 2016-17 viene promossa in 1. Bundesliga ma rinuncia a partecipare al massimo campionato tedesco. Viene nuovamente promossa al termine della stagione 2018-19.
Nella stagione 2019-20 debutta in 1. Bundesliga.

## Rosa 2019-2020
| N° | Nome              | Ruolo | Data di nascita  | Nazionalità sportiva |
| -- | ----------------- | ----- | ---------------- | -------------------- |
| 1  | Roosewelt Filho   | C     | 12 ottobre 1984  | Brasile              |
| 4  | Mircea Peța       | S     | 2 aprile 1994    | Romania              |
| 5  | Jonas Sagstetter  | S     | 21 aprile 1999   | Germania             |
| 6  | Shunsuke Watanabe | L     | 11 aprile 1988   | Giappone             |
| 8  | Merten Krüger     | P     | 8 novembre 1990  | Germania             |
| 9  | Tomáš Halanda     | S     | 25 aprile 1992   | Slovacchia           |
| 10 | Richard Peemüller | O     | 8 marzo 1998     | Germania             |
| 11 | Rafał Prokopczuk  | P     | 23 marzo 1999    | Polonia              |
| 12 | Tobias Werner     | L     | 16 maggio 1997   | Germania             |
| 13 | Mathäus Jurkovics | C     | 27 aprile 1998   | Austria              |
| 14 | Irfan Hamzagić    | O     | 14 febbraio 1992 | Serbia               |
| 15 | Luuc Van der Ent  | C     | 27 luglio 1998   | Paesi Bassi          |
| 16 | Marko Knauer      | C     | 3 giugno 1982    | Germania             |
| 17 | Carlos Antony     | S     | 23 aprile 1988   | Brasile              |
| 18 | Fabian Sagstetter | L     | 13 agosto 1990   | Germania             |